# L'Intermédiaire des mathématiciens
L'Intermédiaire des mathématiciens は、Gauthier-Villarsから発行された数学の査読付き科学雑誌である。1894年に、エミール・ルモワーヌとシャルル＝アンジュ・レザン により創設され、1920年まで発刊された。第二巻は1922年より開始し、1925年まで出版された。